# U.S. Route 3
U.S. Route 3 (röviden US 3) egy szövetségi országút az Amerikai Egyesült Államokban. Hossza 277,9 km. Bostonból indul, keresztül halad New Hampshire államon majd a kanadai-amerikai határnál ér véget.

## Tagállamok
Az út az alábbi tagállamokat érinti:
- Massachusetts
- New Hampshire